# Федерация арабских женщин
Федерация арабских женщин — неправительственная женская организация в Иордании.
Федерация основана в 1954 году и сыграла важную роль во введении избирательного права для женщин в Иордании.
Учредителем федерации выступила Эмили Бишарат. Хотя с момента основания «Объединенной женской социальной организации» (англ. United Women's Social Organization) в 1944 году в Иордании было основано несколько женских организаций, предыдущая женская организация занималась социальной работой, а новая «Федерация арабских женщин» была первой женской организацией в Иордании, которая проводила кампанию специально за реформы в сфере прав женщин.
Федерация работала над введением избирательного права женщин в Иордании и способствовала расширению доступа к образованию и работе для женщин. Федерация работала над реформой исламского закона о семье, в частности, над отменой исключительной полигамии для мужчин, над расширением права на развод для женщин.
Избирательное право было предоставлено образованным женщинам в 1955 году и всем женщинам в 1974 году. В 1989 году избирательное право женщин было введено в действие. Большой заслугой в этом была деятельность федерации.